# 1973年太平洋飓风季
1973年太平洋飓风季于1973年5月15日从东太平洋（西经140°以东的太平洋）、6月1日从中太平洋（国际日期变更线到西经140°之间的太平洋）正式开始，同年11月30日结束，传统上这样的日期界定了一年中绝大多数热带气旋在国际日期变更线以东太平洋盆地形成的时间段。飓风艾娃是本季最重要的天气系统，其强度刷新了太平洋飓风的纪录。另外有多个强度较弱的热带气旋曾接近或登陆墨西哥太平洋海岸，这其中影响最大的是飓风艾拉，在下加利福尼亚半岛部分地区导致供电和通讯线缆中断；其它登陆过的风暴引起降水和洪灾。本季没有人员因气旋丧生。
1973年太平洋飓风季起步较快，但后期活跃程度很低。全季共形成12个获得命名的热带天气系统，低于长期平均值。有7场风暴达到飓风强度，其中3场成为大型飓风。本季的所有热带气旋都是在东北太平洋形成，其中大部分都在墨西哥近海。绝大多数系统遵循北半球热带气旋的惯例，总体保持向西或西北方向前进，其中有两个一直行进到夏威夷群岛以南水域。

## 季节总结
1973年太平洋飓风季起步较早，6月2日就有热带低气压形成，之后发展成飓风艾娃；10月9日，飓风莉莲消散，整个飓风季历时129天。5月和11月都没有命名风暴形成，6月形成了3场，7月4场，8月1场，9月3场，10月1场。全年还形成了另外6个热带低气压，但这些系统缺乏数据纪录。全季所有热带气旋都是在赤道以北、西经140°以东的太平洋形成，国际日期变更线到西经140°之间的中太平洋没有形成热带气旋。
全年形成的所有热带气旋中有12场成为热带风暴，7场增强成飓风，3场达到大型飓风标准。这几项数值都低于13场热带风暴、9场飓风和4场大型飓风的长期平均值。以当时的数据统计来看，全季形成12场命名风暴，正好和以往的平均值相等，但这主要是因为东太平洋要从1966年才开始有较为全面和可靠的气象卫星覆盖率，所以此前的气候统计数据可能会低于实际情况。
本季所有的气象公告和热带气旋数据均由两家机构收集发布，分别是位于紅木城的东太平洋飓风中心和位于檀香山的中太平洋飓风中心，两者都相当于美国国家气象局在两地的天气预报办事处。东太平洋飓风中心负责北美洲太平洋海岸到西经140°之间的风暴预警，中太平洋飓风中心则负责西经140°到国际日期变更线之间的风暴预警。

## 风暴

### 飓风艾娃
6月2日，墨西哥瓦哈卡州萨利纳克鲁斯（Salina Cruz）以南约400公里海域有热带低气压形成。系统稳步增强并总体保持向西缓慢移动，于6月4日达到飓风强度。两天后，艾娃成为大型飓风，其前进速度也有所提高，于6月7日达到五级飓风标准。之后风暴逐渐减弱，移动速度也有放缓，最终于6月12日消散，在此期间没有造成人员丧生或经济损失。
美国空军侦察机测得飓风艾娃的中心最低气压为915毫巴（百帕，27英寸汞柱），风暴的最大持续风速则达到每小时259公里，两项数据都创下太平洋飓风的新纪录。艾娃于6月7日达到五级强度，创下东太平洋形成日期最早的五级飓风纪录，也是有纪录以来东太平洋的第3场五级风暴（此前仅有1959年出现过两场五级飓风）。截至2014年，飓风艾娃仍然是6月形成的最强风暴，也是第4强烈的太平洋飓风和6月的最强太平洋飓风。
飓风艾娃是美国国家海洋和大气管理局所派侦察机飞入的第一场太平洋飓风。这些侦察机使用包括雷达在内的多种设备对飓风进行检测，还测量出艾娃的风速、气压和激起的浪高，所以风暴的气压是测量所得而非估计值。连续几天里，艾娃的位置恰好在天空实验室计划首次载人任务的正下方，宇航员得以拍下飓风的照片。总体而言，这样多样化的测量手段令飓风艾娃成为当时人类观测最全面的东北太平洋热带气旋。

### 热带风暴伯尼斯
热带辐合带内一股基本没有移动的扰动天气经过3天的组织和发展，于6月22日成为热带低气压。气旋开始向西北方向移动，增强成热带风暴后于6月23日在锡瓦塔内霍西南方向约80公里处登陆。伯尼斯令两艘船只遭遇烈风强度大风，但没有造成严重影响或人员伤亡。风暴的最强风速约为每小时110公里。

### 热带风暴克劳迪娅
6月26日，一股向西移动的扰动天气区发展成热带低气压。次日，系统风速达到烈风强度并获名“克劳迪娅”（Claudia）。风暴向西北方向前进，之后转向北上，于6月28日在阿卡普尔科以东约48公里处登陆，次日便在陆地上空消散。这场风暴没有造成人员伤亡。

### 飓风多琳
7月18日，热带辐合带内一股扰动天气发展成热带风暴并获命名为“多琳”（Doreen）。系统稳步增强，于7月19日升级成飓风。7月21日，多琳一度达到四级飓风强度，但保持的时间很短，并且中心气压也相对较高，有972毫巴（百帕，28.7英寸汞柱）。接下来多琳向夏威夷大岛逼近并稳步减弱，于7月25日以热带风暴强度进入中太平洋飓风中心预警责任区。两片高气压区之间的锋面系统减弱，合并成更大规模的高气压区，多琳因此于7月27日转朝西南方向移动。之后风暴又转向西北，并再度强化成飓风，再在达到大型飓风标准后开始减弱，最终于8月3日消散。系统残留继续西进，被国际日期变更线附近的低压槽吸收。风暴突然改变前进方向以及重新增强的过程都很不寻常。
多琳从形成到消散一共持续了16.25天，行进路途达6760公里，追平前一年飓风塞莱斯特持续时间最长的太平洋飓风纪录。多琳也刷新了持续时间最长的7月热带气旋纪录，但这些纪录都于1978年被飓风菲乔打破。截至2014年，多琳仍然是持续时间第8长的太平洋热带气旋，与另外两场风暴并列。有多艘船只在海上遭遇多琳，其中以希腊的“科妮莉亚号”（Cornelia）所受影响最为严重，船舵都在10米高的狂浪中失落，但最终还是设法逃脱并继续前往巴拿马。7月29日，夏威夷州夏威夷县的卡波霍（Kapoho）出现2.7米的涌浪和1米高的海浪。没有任何报道表明这场风暴造成了人员丧生或其它破坏。

### 飓风艾米莉
7月21日，特万特佩克湾的飑发展成低气压并向西北偏西方向移动，在此过程中增强成热带风暴。艾米莉继续沿海岸线平行移动，之后转向西进并稳步增强。7月22日，气旋达到四级飓风强度，然后转向西北并逐渐减弱，最终于7月28日消散。艾米莉的风场规模庞大，7月22至24日间，飓风以东480公里洋面风力仍然有烈风强度。不过，这场风暴没有造成经济损失或人员伤亡。

### 飓风佛罗伦萨
7月25日，危地马拉近海有低气压形成。气旋以热带低气压强度逼近墨西哥海岸，但并没有登陆。此后不久，气旋增强成热带风暴，先是向西移动，之后转至西北偏西。7月29日，系统达到飓风强度，然后就开始减弱，最终于7月30日消散。这场风暴同样没有造成经济损失和人员伤亡。

### 热带风暴格伦达
7月30日形成的一股低气压迅速发展成热带风暴并获名“格伦达”（Glenda），系统的移动路线与飓风佛罗伦萨和飓风艾米莉接近，但距离陆地更远。气旋于8月5日消散，并且这天风力时速仍有70公里，其最高风速约为每小时97公里。这场风暴同样没有造成任何破坏和人员伤亡。

### 热带风暴希瑟
8月31日，特万特佩克湾上空热带辐合带内的一片对流区发展成热带风暴。系统在8月30日成为热带低气压，向西北方向行进一段距离后成为热带风暴，然后朝接近正北方向的墨西哥移动。希瑟于9月1日消散，始终没有登陆。这场风暴也没有造成任何财产损失和人员伤亡。

### 飓风艾拉
有热带低气压于9月22日形成，并且次日就发展成热带风暴，9月24日达到飓风标准。艾拉向西北方向移动，一度达到萨菲尔-辛普森飓风等级下的二级飓风强度，然后回转东北，强度也回落到一级飓风水平。以飓风强度登陆下加利福尼亚半岛后，气旋以热带风暴强度进入加利福尼亚湾，再从洛斯莫奇斯西北方向约50公里处登陆墨西哥西北部。艾拉第一次登陆时的强度超过本季其它任何风暴，飓风最终于9月27日在墨西哥本土上空向东北偏东方向移动期间消散。
艾拉途经下加利福尼亚半岛最南端期间导致部分输电和通讯线缆中断。墨西哥部分地区降下暴雨，其中降雨量最高的德拉古纳山区达到260毫米。锡瓦塔内霍有1人受伤，至少10套房屋被毁，幸运的是没有人员因风暴遇难。起初有报道对飓风可能对天空实验室3号宇航员返回地球的过程造成不利影响表示担忧，但这一担忧并没有变成现实。

### 热带风暴詹妮弗
9月23日，东太平洋又形成另一个热带低气压。系统向东北方向前进，因受藤原效应影响而在飓风艾拉南部边缘旋转。9月24日晚，气旋增强成热带风暴。系统达到的最高风速为每小时60公里。詹妮弗接下来再度减弱成热带低气压，并向东北偏北转向，之后掠过玛丽亚群岛。气旋之后以热带低气压强度从马萨特兰东南方向附近登陆，于9月27日消散。墨西哥部分地区出现降水，降雨量最高达到190毫米。风暴没有导致破坏或人员丧生。

### 飓风凯瑟琳
9月29日，一股热带低气压在形成6小时后升级为热带风暴并获名“凯瑟琳”（Katherine）。风暴向海上前进，于10月1日达到飓风标准，次日达到最高风速。减弱成热带风暴后，凯瑟琳穿越西经140°进入中太平洋。风暴继续向西前进，方向上略为偏南，于10月9日降级成热带低气压，并且很快就因受冷空气低压槽的影响而消散。这场风暴自始至终没有对陆地构成威胁，也没有造成破坏或人员伤亡。

### 飓风莉莲
10月5日，东太平洋有热带低气压形成，并于次日达到热带风暴标准。系统远离墨西哥海岸平行移动，于10月7日达到飓风强度，次日达到最强风力，然后很快就开始减弱，最终于10月9日消散。莉莲存在期间总体向西北偏西方向移动，之后转向西进，始终没有威胁到陆地，也没有任何报道表明风暴有造成任何影响。

## 风暴名称
以下列表中列出了1973年用来给东北太平洋风暴命名的名称，与1969年的名单完全相同。由于世界气象组织没有把这年的任何名称退役，所以下表的名字都会在1977年太平洋飓风季再度使用。列表中没有命名的名称将以灰色显示。
|  | - Mona（未用） - Natalie（未用） | - Odessa（未用） - Prudence（未用） - Roslyn（未用） - Sylvia（未用） - Tillie（未用） - Victoria（未用） - Wallie（未用） |

中太平洋这年没有风暴形成，所以无需任何名称来为风暴命名。